# سيبريان سوكي
سيبريان سوكي (بالرومانية: Ciprian Suciu)‏ هو لاعب كرة قدم روماني في مركز الهجوم، ولد في 22 يناير 1987 في كلوج نابوكا في رومانيا. لعب مع جامعة كلوج.